# Ногина, Ольга Павловна
Ольга Павловна Ногина (урождённая Ермакова, 1885—1977) — советский педиатр, заслуженный врач РСФСР, организатор советского здравоохранения.

## Биография
Родилась 8 (20) июля 1885 года в Саратове.
В 1903 году поступила на естественный факультет Высших женских (Бестужевских) курсов в Петербурге, в следующем году была исключена за участие в студенческой забастовке. В 1904—1905 годах в Женеве работала с группой большевиков во главе с В. И. Лениным в организованном по его инициативе кружке по подготовке пропагандистов. После революции 1905 года Ольга Павловна вернулась в Россию, вела партийную работу. В 1906 году поступила на медицинский факультет Высших женских курсов в Москве, в этом же году стала членом РСДРП.
Ногина подвергалась арестам в 1908 и 1910 годах), высылалась под гласный надзор полиции в Саратов в 1911 году и в конце-концов была исключена с курсов без права поступления в высшее учебное заведение. В 1914 году она получила диплом врача, сдав государственный экзамен в Московском университете. После этого работала врачом в Московской губернии и продолжала партийную деятельность. В частности, с весны 1917 года была врачом Сухаревской больницы Мытищинской волости Московского уезда. С декабря 1917 года по приглашению Н. А. Семашко работала в Москве. С 1918 года возглавляла подотдел охраны материнства и младенчества отдела здравоохранения Хамовнического района Москвы, а с 1919 по 1929 годы — Московского отдела здравоохранения.
В 1929—1931 годах была главным врачом Морозовской детской больницы; в 1931—1933 годах — организатор и руководитель детского питания в Институте питания. С 1934 года — начальник управления охраны материнства и младенчества Народного комиссариата здравоохранения РСФСР; в это время проводила большую работу по подготовке декрета от 27/VI 1936 года «О запрещении абортов, увеличении материальной помощи роженицам, установлении государственной помощи многосемейным, расширении сети родильных домов, детских яслей и детских садов, усилении уголовного наказания за неплатёж алиментов и о некоторых изменениях в законодательстве о разводах». Жила в так называемом «Доме на набережной».
С 1937 года занималась научной деятельностью, была сотрудником Института охраны материнства и младенчества (впоследствии Института педиатрии Академии медицинских наук СССР). В 1944 году защитила кандидатскую диссертацию на тему «Роль статистического анализа в усовершенствовании работы детских учреждений». Также Ногина участвовала в создании сети женских и детских лечебно-профилактических учреждений, в подготовке кадров, в пропаганде советского здравоохранения. Была автором около 30 работ по охране материнства и младенчества, работала редактором отдела «Педиатрия» 2-го издания Большой медицинской энциклопедии. Кроме этого, занималась общественной деятельностью — избиралась депутатом Московского Совета.
Умерла 1 октября 1977 года в Москве. Похоронена в колумбарии Новодевичьего кладбища (секция 133, башня 2, место 2). Вместе с ней похоронены её дочь Ольга Викторовна Ногина (1915—2001) и зять — Юрий Михайлович Малинский (1914—1993) — советский учёный-химик, доктор химических наук.

## Награды
- Награждена двумя орденами Трудового Красного Знамени, двумя орденами «Знак Почёта» и медалями.